# Автостопщик (телесериал)
«Автосто́пщик» (англ. The Hitchhiker) — канадский и американский телевизионный сериал-антология с элементами мистики и эротического триллера. Первоначально сериал транслировался на канале HBO с 1983 по 1987 в Канаде, впоследствии «переехал» на USA Network в США, где выходил в эфир с 1989 по 1991.
Над различными эпизодами сериалов работали такие известные режиссёры, как Филлип Нойс, Пол Верховен, Роже Вадим, Кристиан Дюге, Майк Ходжес и многие другие. Также в эпизодах появлялись и такие ветераны кино, как Клаус Кински и Франко Неро, и дебютировали актёры, уже впоследствии ставшие кинозвёздами, как например Кэрри-Энн Мосс, для которой роль в серии «My Enemy» стала первой в карьере.
Мишель Рубини написал музыку к сериалу, в 2013 она была выпущена в качестве отдельного альбома.

## Сюжет
Каждый эпизод представляет зрителям загадочную историю, раскрывающую тёмную натуру человеческой души. Во многих из них главный герой сталкивается с роковой женщиной, которая трагическим образом влияет на его судьбу. Эпизоды сюжетно связаны между собой заглавным персонажем, Автостопщиком (Пейдж Флетчер), выполняющим в сериале роль рассказчика.

## Приглашённые звёзды
- Клаус Кински — композитор Курт Хоффман (в эпизоде «Lovesounds» / 1 сезон, 4 серия). Известный композитор и дирижёр немецкого происхождения Курт Хоффман, обладающий дурным нравом, заказывает специальную машину, с помощью которой собирается создавать свои музыкальные шедевры. Однако выясняется, что машина не хочет работать с Хоффманом, а специалист, установивший её, крутит роман с его женой.
- Клод Жад - Моник (в эпизоде «Окна» / «Windows» / 4 сезон, 10 серия ) Художник Джейк наблюдает за Моник и её мужем Виктором в доме напротив. Пара спорит. Но на картинах Джейк рисует Виктора, избивающего его жену Монику. Джейк рисует пистолет на картине. Чуть позже у Виктора пистолет. Внезапно выстрел Художник Джейк сходит с ума. Когда Джейк хочет застрелить свою подругу, приходит Моник. В целях самообороны Моник стреляет в художника Джейка. На его последней картине мы видим умирающего Джейка.
- Франко Неро — доктор Питер Милн (в эпизоде «Murderous Feelings» / 2 сезон, 10 серия). Психиатр Питер Милн заводит романтические отношения со своей невротичной и психически нестабильной пациенткой Сарой Кендал. Манипулирование сознанием и эмоциями Сары развивает её психоз до такой степени, что она не может отличить фантазии от реальности. Сара начинает помышлять об убийстве Питера и теперь он постоянно находится в опасности.
- Гэри Бьюзи — преподобный Нолан Пауэрс (в эпизоде «W.G.O.D.» / 3 сезон, 4 серия). Священник Пауэрс получил огромную славу и богатство, благодаря выступлениям в радио-шоу на собственной радиостанции WGOD. Тёмные тайны семьи Пауэрса ставят под угрозу его высокий статус. За эту роль Гэри Бьюзи был удостоен награды CableACE Award.
- Уиллем Дефо — писатель Джеффри Хант (в эпизоде «Ghostwriter» / 3 сезон, 6 серия). Писатель Хант, у которого в карьере началась чёрная полоса, решает сфальсифицировать свою смерть, чтобы «обрести литературное бессмертие». Его неверная жена Дебби, объединившись со своим любовником Тони (в его роли — Барри Боствик), который также является лучшим другом Джеффри и его издателем, сделать мнимую смерть мужа настоящей. Джеффри встпупает в противостояние с женой и бывшим другом.

## Отзывы и критика
Джон Джей О’Коннор из газеты «The New York Times» в своей статье в 1985 году в целом положительно отзывался об эпизодах «W.G.O.D.», «Out of the Night» и «The Killer», также высоко оценив музыкальное сопровождение от Мишеля Рубини.
Крис Виллман из газеты «Los Angeles Times» критично отнёсся к сериалу, описав заглавного героя-автостопщика в исполнении Пейджа Флетчера как «дурня, нашедшего книжку "По Европе за пять долларов в день"» (англ. goofball who just picked up a "Europe on $5 a Day" paperback) и сравнил его с Хранителем Склепа, персонажем-рассказчиком из телесериала ужасов «Байки из склепа».
Нью-йоркский журнал «Complex» в 2016 году включил сериал в список «Самых страшных телешоу всех времён».